# WePlay Academy League
WePlay Academy League — серия киберспортивных турниров по игре Counter-Strike: Global Offelnsive. Цель соревнований — формирование стандартов дисциплины для взращивания новых талантов. Лига проводится при поддержке ведущих киберспортивных команд мира, в том числе Natus Vincere, Astralis, Ninjas in Pyjamas, Mousesports, Virtus.pro, Fnatic и других. Организован и проведён WePlay Holding, известным по таким мероприятиям, как WePlay Bukovel Minor 2020, WePlay Dragon Temple, WePlay Ultimate Fighting League, OMEGA League
, WePlay AniMajor и другим.

## Формат
WePlay Academy League начинается с группового этапа, на котором играют две группы. Сильнейшая команда из каждой группы выходит в плей-офф с двойным выбыванием, в то время как команды, занявшие последние места в своих группах, исключены из соревнования до следующего сезона. Остальные борются за два свободных места в плей-офф в дополнительных раундах.
Этап плей-офф проходит офлайн на киберспортивной арене WePlay Esports Arena Kyiv. Общий призовой фонд второго сезона составил 100 000 $.

## Сезоны

### Сезон 1
| Место | Призовой фонд | Команда              |
| ----- | ------------- | -------------------- |
| 1     | 45 000 $      | mouz NXT             |
| 2     | 20 000 $      | Young Ninjas         |
| 3     | 15 000 $      | Fnatic Rising        |
| 4     | 8000 $        | BIG Academy          |
| 5     | 6000 $        | Natus Vincere Junior |
| 6     | 3000 $        | VP.Prodigy           |
| 7     | 2000 $        | Astralis Talent      |
| 8     | 1000 $        | FURIA Academy        |

## Интересные факты
Зрители WePlay Academy League имели возможность следить за пульсом участников команд в реальном времени.
Можно сделать вывод, что некоторые игроки, например Siuhy из академии Mouz, больше переживает за тиммейтов, чем за себя: пока он «жив», пульс колеблется на отметке 115—120, но после «смерти» поднимается до 135.